# Aeroportul Niagara Falls
Aeroportul Niagara Falls (IATA: IAG, ICAO: KIAG, FAA LID: IAG) este un aeroport din New York, Statele Unite ale Americii ce deservește zona Niagara Falls. Aeroportul a fost tranzitat în 2019 de 244.130 de pasageri. A fost deschis în 1928.
Situat la o altitudine de 180 m, aeroportul dispune de 3 piste și ocupă o suprafață de 4.320.000 m².

## Infrastructură

### Piste
Aeroportul dispune de 3 piste: 
- pista 06/24 din asfalt, cu dimensiunile 5.188 picioare × 150 picioare
- pista 10L/28R din beton, cu dimensiunile 9.826 picioare × 150 picioare
- pista 10R/28L din asfalt, cu dimensiunile 3.972 picioare × 78 picioare